# Suelli (Sardinien)
Suelli ist eine italienische Gemeinde (comune) mit 1080 Einwohnern (Stand 31. Dezember 2023) in der Metropolitanstadt Cagliari auf Sardinien. Die Gemeinde liegt etwa 38,5 Kilometer nördlich von Cagliari.

## Geschichte
Die besonders gut erhaltene Nuraghe Piscu ist Zeugnis der vergangenen Kultur auf Sardinien. Wegen Gefährdung ist sie allerdings für die Öffentlichkeit geschlossen.

## Verkehr
Durch die Gemeinde führt die Strada Statale 128 Centrale Sarda von Cagliari nach Monastir. Der Bahnhof von Suelli liegt an der Bahnstrecke Monserrato–Isili.